# Ледуховські
Ледухо́вські (також Лідиховські, Лєдуховські, Лі́дихівські; пол. Ledóchowscy, Leduchowscy) — спольщений руський шляхетський (графський) рід гербу Шалава. Представлений у Волинському воєводстві. Назва походить від «гнізда» роду — містечка Лідихів.
Інші назви прізвища — Ледоховські (пол. Ledochowski), Галки-Ледуховські (пол. Halka-Ledóchowski), Галки (пол. Halka).

## Історія роду
Згідно з легендою перший представник роду Галка був відомим ще за часів київського князя Володимира Великого, прославився як ревний захисник християнства і був пов'язаний з князівською родиною.
У Марціна Бельського в його «Хроніці Польській» за 1300 рік (за часів короля Вацлава ІІ), згадується Петро Галка з Романова гербу Салава (Шалава), який названий там гетьманом руським. Мешкали на Київщині, пізніше перебралися до Червоної Русі.
До кінця XVI століття деякі представники роду Галка мешкали в Руському воєводстві.
Поступово рід розділився на три гілки — Свірських, Стрижів та Ледуховських (Swirskich, Strzyzów i Ledochowskich), зберігши один герб.
Першим Ледуховським стає Нестор Галка, який мужньо воював з литвинами і отримав у володіння Ледихів приблизно у 1457 р. від Великого князя Литовського Казимира Ягеллончика. Після нього згадуються Іван та Вацлав Ледуховські, гербу Шалава, які прославилися у боротьбі з Тевтонським орденом та Павел, Яцек і Богдан, які жили у XV ст.
У 1528 році у Метриці Волинській згадується Дениско Ледуховський.
В опису Кременецького замку у Люстрації 1552 року згадуються землі недалеко від Кремінця, які знаходяться у власності зем'ян Міхна, Богдана, Гаска, Вінка, Гнєвоша Ледуховських. В акті Люстрації Кременецького замку від 1563 року згадується будинок на вул. Жидовській, який належить зем'янину Гнівошу Ледуховському. В наказах Сигізмунда І та Сигізмунда Августа, пізніше Сигизмунда ІІІ Ледуховські позначаються титулом Comites, що на латині означає граф.
Також відомий Рафал Галка з Романова, який був похований 1572 р. у Львові у Домініканському костелі і Станіслав Галка (пом.1602 р.), похований там же, але невідомо чи були вони представниками цього роду.
Ян, Юрій, Самуїл Ледуховські є серед тих, що поставили підпис на виборах короля Владисла́ва IV. За кількома винятками серед княжих родів, у Королівстві Польському не присуджувалися дворянські титули. Родини або мали титули, надані за кордоном, або отримали їх лише після поділу Польщі. Тому назва не є відповідним показником історичної важливості родин. Кількість сенаторів, яку надала родина за час існування королівства, є більш відповідною.  З сімома сенаторами родина Ледоховських посідає 34 місце серед 129 княжих і графських польських шляхетських родин.
Серед інших відзначилися члени графської родини Ледоховських. через служби в імператорському домі, між іншим. як вихователь пізнішого імператора Франца-Йосифа, ад'ютант імператора Карла та офіцерів генерального штабу, а також на службі католицької церкви через єзуїтського генерала, кардинала, блаженного та святого.

## Представники
- Кузьма, ймовірно, дружина — Сенька
  - Івашко
    - Гнівош — секретар короля Сигізмунда І, перший комісар по розмежуванню земель Русі та ВКЛ. Також служив при Сигізмунді ІІ Августі.
      - Макар — земський писар, у Крем'янці король Сигізмунд ІІІ Ваза 29 серпня 1598 видав для нього грамоту, 1603 року отримав позитивний вирок суду стосовно його позову на спадкоємців Миколая Жолкевського через неправомірне приєднання частини Лідихова до «Брідщизни»; помер 1612 року[6]
        - Олександр — писар гродський крем'янецький
        - Самійло (Самуель) — дідич найбільшої частини Лідихова, Перенятина, суддя земський кременецький (дружина — Єльжбета[7] з Станішевських)
          - Стефан (бл. 1625—1676) — брацлавський, потім — волинський каштелян, дружина Анна з Лешно Сржедзінська. Мав чотирьох синів, всі брали участь у Битві під Віднєм.
            - Казимир (пом.1685) — старший з братів, хорунжий черняхівський. У костелі св. Йосифа під Віднем розміщено його герб на згадку про участь у битві 1683 з османами[8].
            - Феліціан (пом. 1683) — загинув у Віденській битві.
            - Станіслав (1666—1725) — маршалок трибуналу коронного, відомий політик.
            - Францішек (пом. 1704) — підкоморій кременецький, з 16 серпня 1698 року каштелян волинський, дружина — Гелена з роду Семашків, єдиний з братів мав дітей, тому його вважають предком більшості сучасних представників роду.[8]
              - доньки Тереза — дружина каштеляна Галицького, Розалія та Саломея — у першому шлюбі дружина Яна Потоцького, підстолія київського[9].
              - Адам, з 1745 староста володимирський, з 1748 року — каштелян волинський.
                - Францішек-Антоній воєвода чернігівський, кавалер орденів св. Станіслава та Білого Орла.

- Дмитро — дідич Кисилина[10]
- Адам — волинський каштелян, володимирський староста
- Андрій — підстолій волинський, чоловік княжни Доміцелли з Четвертинських[11]
- Миколай — володимирський староста, любачівський каштелян[12]
- Стефан (бл. 1625–1676) — державний та військовий діяч, урядник, дипломат Речі Посполитої, каштелян волинський.
- Станіслав (1666—1725) — військовий та державний діяч Корони Польської в Речі Посполитій, один з найвідоміших польських політиків
- Францішек-Антоній (1728–1783) — син Адама Ледуховського. Чернігівський воєвода
- Ігнацій Гілярій (1795–1870) — польський військовик, бригадний генерал, учасник Листопадового повстання 1830-31 року.
- Ігнатій-Владислав Лєдоховський (Ignacy Władysław Ledóchowski) (1867 Стрільники — 1932 Варшава) — архітектор. Син Казиміра Лєдоховського. Працював у Києві на межі XIX—XX ст., представник київської школи модерну.
- Мечислав Галка-Ледуховський (1822–1902) — кардинал і примас Польщі
- Роза Чацька, донька Софії Ледуховської — черниця, Слуга Божа, блаженна римо-католицької церкви, засновниця Товариства опіки над сліпими.[13]
- бл. Марія Тереза Ледуховська (1863—1922) — блаженна римо-католицької церкви, засновниця чернечого місійного згромадження «Сестри св. П. Кравеля», журналістка, благодійниця та видавниця[14].
- св. Уршула (Юлія-Марія) Галка-Ледуховська (1865—1939) — свята римо-католицької церкви, монахиня, засновниця чернечого згромадження сестер-уршулянок.[15]
- Влодзімеж (Володимир) Діонізій Ледуховський (1866—1942) — священник РКЦ, генерал ордену Товариства Ісуса.[16]
- Ігнацій Казимир Марія Галка-Ледуховський (1871—1945) — граф, генерал дивізії Війська Польського, загинув у фашистському концтаборі[17].

У Генеалогії потомків Сейму Великого зазначено якнайменше 203 представника роду
Нині представники роду Галка-Ледуховських проживають у Польщі, Австрії, Англії, Україні, Південній Африці

## Володіння
Мали численні володіння. Крім сел Лідихів та Крупа протягом XVIII-ХІХ ст. різні представники роду були дідичами містечка Киселин на Волині, Волочиська, Смордви, Свищіва, Матвійковичів (Кременецького повіту), Островця на Волині, Хотина (тепер Рівненська обл.).25 серпня 1698 року король Речі Посполитої Август ІІ дарує село Тетликівці (в оригіналі Tetlykowce) Кам'янецького повіту, Волинського воєводства з усіма жителями, лісами, млинами, доходами і т.ін. волинському каштелянові Францишку Ледуховському та його дружині, Гелені Семашковні. Також у власність Ледуховських переходять Смідин (як Свідин), Обарів та інші володіння. У XVIII ст. володіли с. Варковичі, с. Печихвости та околиці, Хотин та околиці (всі-сучасна Волинська обл). Крім того, у 1745 році Франциск-Антоній у посаг за Людвікою Денгоф отримав володіння на території нинішньої Польщі-Клімонтув, Оссолін і Тетіїв (тепер Київська обл).
У к. ХІХ-поч. ХХ ст. у власності Ледуховських були с. Кодня та с. Старий Солотвин Волинської губернії (тепер Житомирська обл.) Будували палаци у Смордві, Волочиську, С.Солотвині.

## Внески
У різний час представники роду жертвували значні суми на потреби монастирів, костелів, монаших орденів. Зокрема Станіслав Ледуховський був засновником монастиря о. Тринитаріів у Хотині, костелу о. Домініканів у Підкаміню, інші представники роду були жертводавцями цього монастиря. Також донька Франциска-Антонія Анна (нар.1750) пожертвувала на шпиталі та монастирі у Варшаві 71 600 злотих.